# (11589) 1994 WG
(11589) 1994 WG est un objet de la ceinture principale d'astéroïdes extérieure découvert en 1994.

## Description
(11589) 1994 WG a été découvert le 25 novembre 1994 à l'observatoire astronomique d'Ōizumi, situé à Ōizumi, dans la préfecture de Gunma, au Japon, par Takao Kobayashi.

### Caractéristiques orbitales
L'orbite de cet astéroïde est caractérisée par un demi-grand axe de 3,37 UA, un périhélie de 3,13 UA, une excentricité de 0,07 et une inclinaison de 13,51° par rapport à l'écliptique. Du fait de ces caractéristiques, à savoir un demi-grand axe entre 3,2 et 4,6 UA, il est classé, selon la JPL Small-Body Database, comme objet de la ceinture principale d'astéroïdes extérieure.

### Caractéristiques physiques
(11589) 1994 WG a une magnitude absolue (H) de 12,5 et un albédo estimé à 0,071.